# 수로왕릉역
수로왕릉(김해보건소)역(Royal Tomb of King Suro (Gimhae Medical Center) station, 首露王陵(金海保健所)驛)은 경상남도 김해시 외동에 위치한 부산-김해경전철의 역이다.

## 역명의 유래
기존 병기역명은 '김해여객터미널'이였으나, 2015년 2월에 김해여객터미널이 봉황역 인근으로 이전하고 이 역 인근에 김해보건소가 있어서 병기역명을 '김해보건소'로 변경하였다. 개통이전 공사중에 가역명은 도서관역이었다.

## 연혁
- 2011년 9월 16일 : 수로왕릉(김해여객터미널)역(首露王陵(金海旅客터미널)驛)으로 영업 개시
- 2015년 2월 12일 : 부역명을 김해보건소로 변경

### 승강장
2면 2선 상대식 승강장이며 승강장에는 스크린도어가 설치되어 있다.
| 봉황↑   |
| \| 상   |
| ↓박물관 |

| 상행 | ● 부산-김해 경전철 | 사상 방면   |
| 하행 | ● 부산-김해 경전철 | 가야대 방면 |

## 역 주변
- 김해보건소
- 김해 수로왕릉
- 김해한옥체험관
- 김해도서관
- 나비공원
- 봉황대공원

## 사진

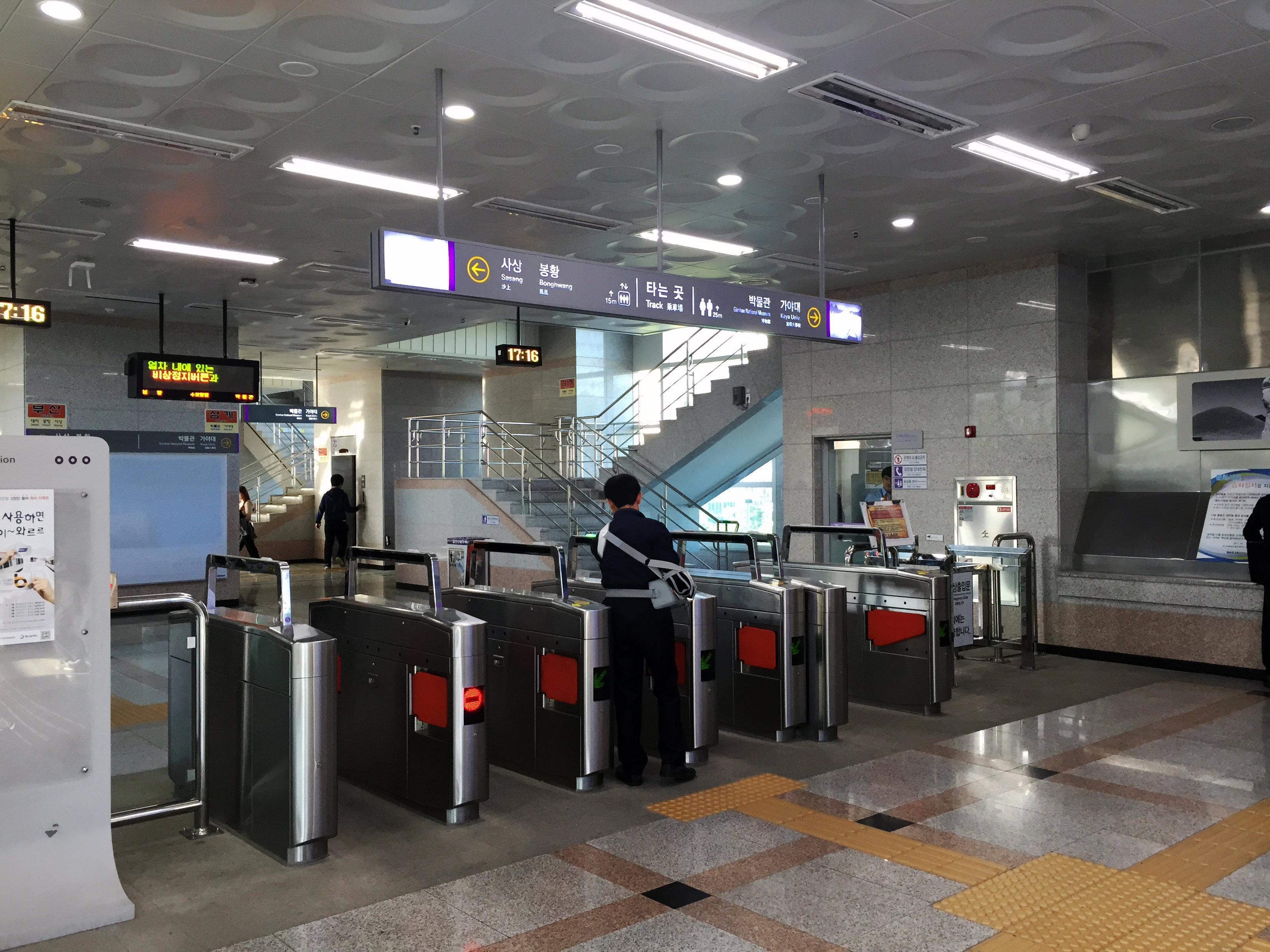
개찰구
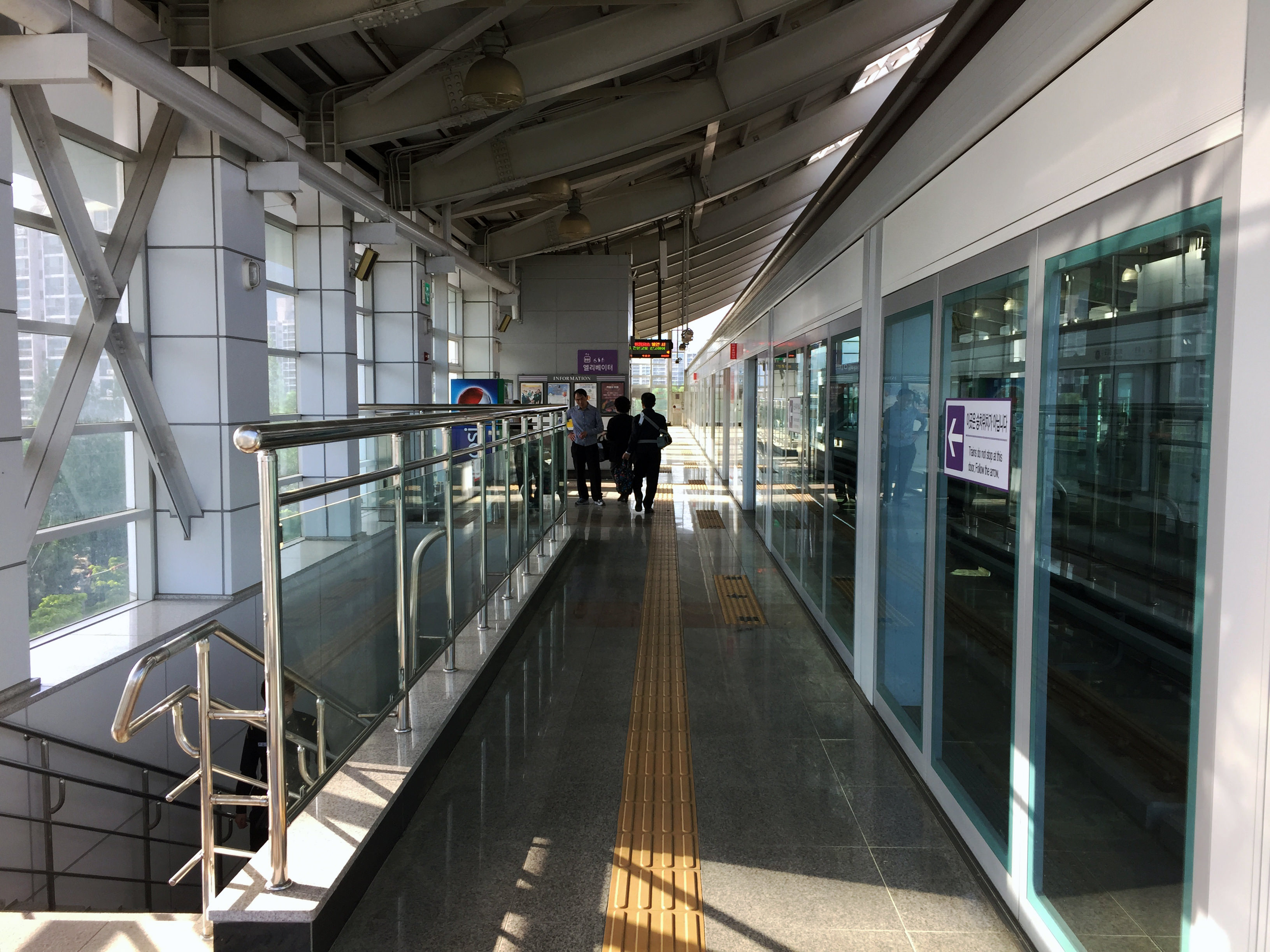
승강장

## 인접한 역
| 부산-김해경전철   | 부산-김해경전철    | 부산-김해경전철       |
| ----------------- | ------------------ | --------------------- |
| 16 봉황 사상 방면 | ● 부산-김해 경전철 | 18 박물관 가야대 방면 |